# Thygater anae
Thygater anae är en biart som beskrevs av Urban 1999. Thygater anae ingår i släktet Thygater och familjen långtungebin. Inga underarter finns listade i Catalogue of Life.